# Günter Schmölders
Franz Hermann Günter Schmölders (* 29. September 1903 in Berlin; † 7. November 1991 in München) war ein deutscher Wirtschaftswissenschaftler, Finanzwissenschaftler, Finanzsoziologe und Sozialökonom.

## Leben
Schmölders wuchs als Sohn des Oberverwaltungsgerichtsrates Paul Schmölders und Enkel des Breslauer Orientalisten Franz August Schmölders auf, unternahm Studienreisen nach England, Frankreich, in die USA und in skandinavische Länder und hatte Heinrich Herkner, Ludwig Bernhard und Herbert von Beckerath als akademische Lehrer. Schmölders war mit einer Journalistin verheiratet und hatte drei Kinder, seine Tochter Claudia Schmölders ist Kulturwissenschaftlerin in Berlin.

## Wissenschaftliches Arbeiten
Seine ersten wissenschaftlichen Arbeiten behandelten das wiederholte Scheitern des Alkoholverbots in vielen Ländern als damals aktuelles politisch-soziologisches Problem, bei dem er „die Grenzen der Wirksamkeit des Staates“ erreicht sah. Durch die Auseinandersetzung mit den politisch-psychologischen Kräften, die die Gesetzgebung beeinflussten, weitete er seine Interessen für diese Phänomene auf das Gebiet der Besteuerung, Währung und des Geldes aus. Er habilitierte sich 1931 an der Friedrich-Wilhelms-Universität Berlin im Fach wirtschaftliche Staatswissenschaften, wie in Preußen die Volkswirtschaftslehre traditionell bezeichnet wurde. 1933 trat er der NSDAP bei.
Er erhielt 1934 einen Lehrstuhl an der Universität Breslau, wo er sich mit Fragen der Raumforschung und -ordnung beschäftigte, praktische wirtschafts- und währungspolitische Erfahrungen in der Preispolitik und der Wettbewerbsordnung sammelte und mit der Widerstandsbewegung Kreisauer Kreis in Berührung kam. Schmölders beteiligte sich auch mit Aufsätzen an der nationalsozialistischen Raumforschung (s. auch Reichsarbeitsgemeinschaft für Raumforschung; Hochschularbeitsgemeinschaften für Raumforschung).
Kriegsdienst und wiederholte Ausbombung unterbrachen seine Lehrtätigkeit, die er erst 1947 in Köln wieder voll aufnahm. Schmölders gründete das Finanzwissenschaftliche Forschungsinstitut an der Universität und schuf durch seine umfangreiche Forschung auf dem Gebiet der Finanz- und Steuerpolitik die Voraussetzung für eine Steuerreform, die erstmals auch finanzpsychologische Aspekte einbezog.
Durch den amerikanischen Marshallplan und die Europäische Zahlungsunion (EZU) entstanden neuartige Instrumente internationaler Finanzsolidarität, die Schmölders’ Aufmerksamkeit auf die internationalen Zusammenhänge und die gemeinsamen Grundlagen der Geld- und Finanzpolitik lenkten.
1958 gründete Schmölders in Köln die Forschungsstelle für empirische Sozialökonomik, in der Theorien über ökonomisch relevantes Verhalten unter Rückgriff auf Erkenntnisse der Psychologie, Sozialpsychologie und Soziologie erstmals interdisziplinär mit den Mitteln der empirischen Sozialforschung überprüft und analysiert wurden. Mit diesen Studien etablierte er u. a. die Steuerpsychologie in der Finanzwissenschaft und verhalf ihr zu neuen Erkenntnissen über Verhalten, Einstellungen, Emotionen und Motivationen der Steuerzahler gegenüber der Besteuerung. 1960 veröffentlichte er in Das Irrationale in der öffentlichen Finanzwirtschaft erste empirische Befunde über Steuermoral und Steuerwiderstand in Deutschland. Schmölders begründete die sozialökonomische Verhaltensforschung als empirische Wissenschaft. Zu seinen Mitarbeitern gehörte in jener Zeit Guy Kirsch. 1960 gründete er mit dem Zentralarchiv für empirische Sozialforschung in Köln das erste Archiv für Umfragedaten in Europa, das heute noch als wichtigstes Dokumentationszentrum für deutschsprachige empirische Studien gilt. Als einer der ersten berücksichtigte Schmölders die Eigeninteressen der Beteiligten und den Einfluss der Parteien und Verbände auf die politische Willensbildung und damit die Wirtschaftspolitik.

## Mitgliedschaften und Auszeichnungen
Günter Schmölders gehörte seit 1959 der Akademie der Wissenschaften und der Literatur als ordentliches Mitglied an. Von 1965 bis 1966 war er Rektor und Prorektor der Universität zu Köln. Er erhielt die Ehrendoktorwürden der Universitäten Innsbruck und Gent. Zwischen 1968 und 1970 war er Präsident des neoliberalen Think Tanks Mont Pelerin Society. Seit den späten 1970er Jahren war er zudem Mitglied des (neo-)konservativen Think Tanks Vaduzer Institut. Der Bundespräsident verlieh ihm 1969 das Große Bundesverdienstkreuz, 1979 das Große Bundesverdienstkreuz mit Stern.

## Nachwirken
Das Andenken an Schmölders wird unter anderem von der Schmölders-Stiftung für Verhaltensforschung im Wirtschaftsleben gepflegt. Die 1984 eingerichtete Stiftung hat zeitweise unter anderem Stipendien für transatlantische Wirtschaftsforschung vergeben. Sie verleiht einen mit 3.000 € dotierten Preis. Ausgezeichnet werden Aufsätze von Autoren des Vereins für Socialpolitik, die Stiftung ist aber vom Verein selbst unabhängig. Die Preisträger waren unter anderem:
- 2013: Andreas Knabe, Steffen Raetzel, Ronnie Schoeb und Joachim Weimann[4]
- 2014: Nadja Dwenger, Henrik J. Kleven, Imran Rasul und Johannes Rincke[5]
- 2015: Moritz Schularick und Alan Taylor[6]

## Veröffentlichungen (Auswahl)
- Die Prohibition in den Vereinigten Staaten. Triebkräfte und Auswirkungen des amerikanischen Alkoholverbots. (= Forschungen zur Völkerpsychologie und Soziologie, Band VIII). Verlag von C.L. Hirschfeld, Leipzig 1930.
- Geld und Kredit. Probleme der Wirtschaftspolitik. (= Meyers kleine Handbücher, Band 14).  Bibliographisches Institut, Leipzig 1938.
- als Herausgeber: Der Wettbewerb als Mittel volkswirtschaftlicher Leistungssteigerung und Leistungsauslese. Duncker & Humblot, Berlin 1942.
- Kartelle und Kartellpreise in der gelenkte Volkswirtschaft, 1942
- Allgemeine Steuerlehre. Verlag Humboldt, Wien/Stuttgart 1951.
- Organische Steuerreform. Grundlagen, Vorarbeiten, Gesetzentwürfe. Verlag Vahlen, Berlin 1953.
- Zur Begriffsbestimmung der Verbrauchsteuern. (= Finanzwissenschaftliche Forschungsarbeiten, Neue Folge, Heft 10.) Verlag Duncker & Humblot, Berlin 1955.
- Finanzpolitik. Springer Verlag, Berlin/Göttingen/Heidelberg 1955.
  - Neuauflage: Finanzpolitik. Springer Verlag, Berlin/Heidelberg 2014, ISBN 978-3-662-31245-2.
- Konjunkturen und Krisen. (= Rowohlts deutsche Enzyklopädie, Band 3). Rowohlt, Hamburg 1955.
- Ökonomische Verhaltensforschung. In: ORDO. Jahrbuch für die Ordnung von Wirtschaft und Gesellschaft. Band V, Godesberg 1953, S. 203–244.
- Die Politiker und die Währung. Frankfurt/Main 1959.
- Das Irrationale in der öffentlichen Finanzwirtschaft. Probleme der Finanzpsychologie. (= Rowohlts deutsche Enzyklopädie, Band 100). Rowohlt, Hamburg 1960.
  - Erweiterte Neuauflage: Finanz- und Steuerpsychologie. Rowohlt, Reinbek bei Hamburg 1970, ISBN 978-3-499-55100-0.
- Von der „Quantitätstheorie“ zur „Liquiditätstheorie“ des Geldes. (= Abhandlungen der geistes- und sozialwissenschaftlichen Klasse, Jahrgang 1960, Nr. 12). Verlag der Akademie der Wissenschaften und der Literatur, Mainz, bei Franz Steiner Verlag, Wiesbaden 1961.
- Geschichte der Volkswirtschaftslehre. Reinbek bei Hamburg 1962.
- Geldpolitik. Tübingen, Zürich 1968.
- Psychologie des Geldes. (= Rowohlts deutsche Enzyklopädie, Band 263/264/265). Reinbek bei Hamburg 1966.
- Gutes und schlechtes Geld. Frankfurt/Main 1968.
- Der verlorene Untertan. Düsseldorf, Wien 1971.
- Die Unternehmer in Wirtschaft und Gesellschaft. Essen 1973.
- Sozialökonomische Verhaltensforschung. (mit G. Brinkmann), Berlin 1973.
- Einführung in die Geld- und Finanzpsychologie. Darmstadt 1975.
- Wirtschaft in Lehre und Leben. Essen 1975.
- „Gut durchgekommen“? Lebenserinnerungen. Berlin 1988.